# Onze-Lieve-Vrouw-Hemelvaartkerk (Eeklo)

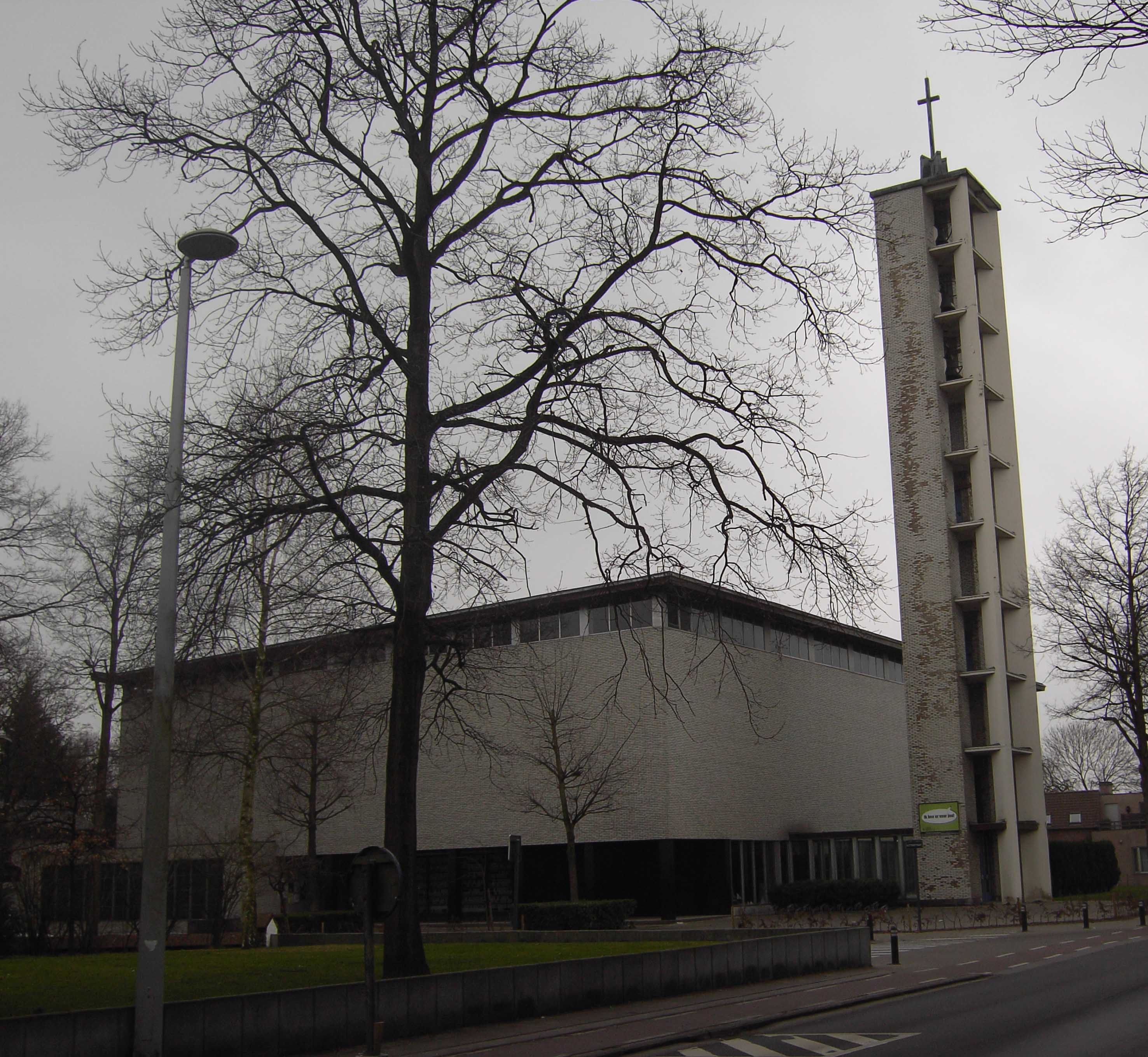
Onze-Lieve-Vrouw-Hemelvaartkerk

De Onze-Lieve-Vrouw-Hemelvaartkerk is een parochiekerk in de tot de stad Eeklo behorende wijk Oostveld, gelegen aan de Oostveldstraat 83B.

## Geschiedenis
De kerk werd gebouwd van 1965-1966 naar ontwerp van Lode Aerts, Jozef De Coninck en Frans Vandendael. Het betreft een kerk in de stijl van het naoorlogs modernisme en is een doosvormige betonstructuur, belegd met witgeglazuurde bakstenen. Onder het dak een aantal vensters die de belichting verzorgen. De kerk bezit enkele glas-in-betonramen, ontworpen door Staf Pijl.
Een gang verbindt het kerkgebouw met de losstaande klokkentoren die in een half open betonstructuur werd uitgevoerd. Deze toren werd in februari 2023 afgebroken.